# Proch progresywny
Proch progresywny – rodzaj prochu, którego prędkość spalania rośnie podczas spalania. 
Użycie prochu progresywnego powoduje, że ciśnienie gazów prochowych w komorze nabojowej i lufie rośnie stosunkowo wolno lecz stale. Przy użyciu zwykłego prochu największe siły działały na pocisk tuż po zapłonie prochu, a następnie, gdy powiększała się objętość przestrzeni za pociskiem, siła malała. Powodowało to problemy w balistyce wewnętrznej. Przy użyciu prochu progresywnego pocisk najpierw jest popychany łagodniej co zmniejsza niebezpieczeństwo utknięcia oraz odrzut broni. Później siła działająca na pocisk rośnie lub jest stała, co pozwala na uzyskanie większej prędkości początkowej pocisku.  
Pożądane właściwości prochu można uzyskać przez: 
- odpowiednie ukształtowanie ziaren prochu, tak, że powierzchnia spalania powiększa się w trakcie procesu spalania (na przykład rurki spalające się od wewnątrz),

- inhibitacja niektórych powierzchni spalania (po ich spaleniu dalsze spalanie przebiega szybciej),

- dodatek substancji obniżających temperaturę, a co za tym idzie, ciśnienie gazów prochowych. Dodatki te wyczerpują się w początkowym etapie i późniejsze spalanie przebiega szybciej.